# حي شبام (حضرموت)
حي شبام هو أحد أحياء مديرية شبام في محافظة حضرموت اليمنية. يبلغ تعداد سكانه 2342 نسمة حسب التعداد السكاني في اليمن لعام 2004.